# Hukeng
Hukeng (chinesisch 湖坑镇, Pinyin Húkēng zhèn) ist eine Großgemeinde im Südosten der Volksrepublik China. Sie gehört zum Verwaltungsgebiet des Stadtbezirkes Yongding, der seinerseits der bezirksfreien Stadt Longyan der Provinz Fujian unterstellt ist. Die Großgemeinde Hukeng verwaltet ein Territorium von 96,5 Quadratkilometern mit 1500 Hektar landwirtschaftlicher Nutzfläche und einer Gesamtbevölkerung von 25.000 Personen im Jahre 2015. Die Bevölkerungszählung des Jahres 2000 hatte eine Gesamtbevölkerung von 17.699 Personen in 5130 Haushalten ergeben, davon 8770 Männer und 8929 Frauen.
Hukeng ist auf Dorfebene in 16 Dörfer untergliedert: Hukeng (湖坑村), Xipian (西片村), Xinjie (新街村), Wuhuang (五黄村), Liulian (六联村), Hongkeng (洪坑村), Louxia (楼下村), Wuwu (吴屋村), Aoyao (奥杳村), Shanxia (山下村), Yangduo (洋多村), Xinnan (新南村), Nanzhong (南中村), Nanjiang (南江村), Shijia (实佳村), Wuyin (吴银村). Diese fassen 166 dörfliche Siedlungen zusammen.
Hukeng ist Standort von 1556 Tulou, wovon 83 eine runde Form haben und die größtenteils während der Ming- und Qing-Dynastie erbaut wurden. Seit 2008 gehören neun dieser Gebäude zum UNESCO-Welterbe.